# Joe Taufete'e
Pas d'image ? Cliquez ici

a Compétitions nationales et continentales officielles uniquement.

b Matchs officiels uniquement.
Dernière mise à jour le 25 octobre 2024.
Joe Taufete'e, né le 4 octobre 1992 à Vallejo (États-Unis), est un joueur international américain de rugby à XV évoluant principalement au poste de talonneur (1,83 m pour 123 kg). Il joue au sein des Seawolves de Seattle en Major League Rugby à partir de 2024. 

## Biographie
Joe Taufete'e est le cousin du pilier international américain du Stade toulousain, David Ainu'u.
Marqueur d'essais prolifique, surtout pour un joueur de première ligne, il égalise le 2 février 2019 face au Chili le record d'essais (15) marqués par un joueur de première ligne, jusque là tenu par le légendaire talonneur Keith Wood. Il marqua ses 14 de ces essais en tant que talonneur et 1 en tant que pilier, contre les Tonga. 
Il dépasse par la suite ce record, en marquant contre l'Uruguay lors de l'Americas Rugby Championship de 2019.
En 2019, il fut parmi les six joueurs nommés pour le Prix du Joueur World Rugby de l'Année, aux côtés de Tom Curry (Angleterre), Alun Wyn Jones (Pays-de-Galles), Cheslin Kolbe (Afrique du Sud), Ardie Savea (Nouvelle-Zélande) et le lauréat Pieter-Steph du Toit (Afrique du Sud). « Le talonneur des Eagles a connu une année record dans le rugby international. Son triplé contre l'Uruguay en mars 2019 en a fait le marqueur d'essais le plus prolifique de l'histoire des premières lignes - 18 essais en seulement 21 matches internationaux, battant ainsi le record de Keith Wood » écrivait World Rugby sur son site officiel.

### En équipe nationale
Il a obtenu sa première cape internationale le 7 octobre 2015 à l'occasion d'un match contre l'équipe d'Afrique du Sud à Londres (Angleterre).

## Statistiques en équipe nationale
- 22 sélections (15 fois titulaire, 7 fois remplaçant)
- 100 points (20 essais)
- Sélections par année : 1 en 2015, 8 en 2016, 4 en 2017, 6 en 2018, 7 en 2019

En Coupe du monde :
- 2015 : 1 sélection (Afrique du Sud)
- 2019 : 4 sélections (Angleterre, France, Argentine, Tonga)